# 寄生虫学

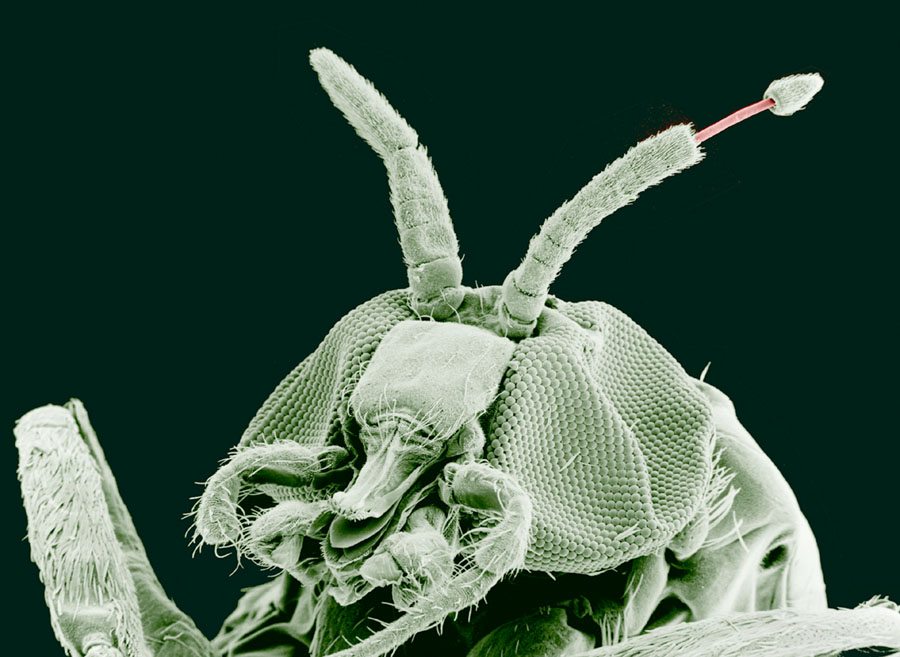
从黑蝇成虫（学名：蚋）触须之中伸出的旋盘尾丝虫）。在非洲，这种寄生虫是导致河盲症的病原体。照片所示为标本经化学方法固定和临界点干燥，并采用常规扫描电子显微镜（放大100倍）时进行观察的情形。

寄生蟲學（英語：Parasitology）是一門研究寄生蟲與其宿主和兩者之間關係的科學。寄生蟲學屬於生物學的範疇，寄生蟲學不僅僅是釐清這些生物和環境之間的問題，還包括了他們生存的方式。這意思著寄生蟲學是一門綜合科學，和細胞生物學、生物資訊學、分子生物學、免疫學、遺傳學和生態學都有關係。

## 研究領域
- 醫學寄生蟲學（人体寄生虫学）
- 獸醫寄生蟲學
- 寄生蟲生態學
- 寄生蟲分類學